# Rhodostannit
Rhodostannit ist ein sehr selten vorkommendes Mineral aus der Mineralklasse der „Sulfide und Sulfosalze“ mit der Endgliedzusammensetzung Cu1+(Fe2+0,5Sn4+1,5)S4 und damit chemisch gesehen ein Kupfer-Eisen-Zinn-Sulfid. Strukturell gehört Rhodostannit zur Spinell-Supergruppe
Rhodostannit kristallisiert im tetragonalen Kristallsystem, konnte bisher jedoch nur in Form von sehr feinkörnigen, porösen Massen entdeckt werden. Das Mineral ist in jeder Form undurchsichtig (opak) und zeigt auf den Oberflächen der rötlichen bis rötlichbraunen Aggregate einen metallischen Glanz.

## Etymologie und Geschichte

Mikroskop-Aufnahme vom Typmaterial des Minerals Rhodostannit (dunkelgraue bis rötliche Domänen, im Bild links bis zur Mitte), innig verwachsen mit Stannit (hellgraue Domänen rechts und oben). Die schwarzen, unregelmäßigen Flecken sind Poren.

Entdeckt wurde Rhodostannit in einer Mineralprobe (Nr. 12124), die bei Vila Apacheta in der bolivianischen Provinz Rafael Bustillo gesammelt wurde. Die Erstbeschreibung erfolgte durch G. Springer, der das Mineral aufgrund seiner rötlichen Farbe nach dem altgriechischen Wort ῥόδον [rhodon] für Rose und seiner Verwandtschaft mit Stannit, der wiederum nach seinem Zinngehalt (lateinisch stannum) benannt wurde.
Springer reichte seine Analyseergebnisse und den gewählten Namen 1968 zur Prüfung bei der International Mineralogical Association ein (interne Eingangs-Nr. der IMA: 1968-018), die den Rhodostannit als eigenständige Mineralart anerkannte. Die Publikation der Erstbeschreibung erfolgte im gleichen Jahr im Fachmagazin Mineralogical Magazine unter dem Titel Electronprobe analyses of stannite and related tin minerals.
Das Typmaterial des Minerals (Holotyp) wird im Institut für angewandte Mineralogie und Lagerstättenlehre (IML) der Rheinisch-Westfälische Technische Hochschule Aachen (RWTH) unter der Sammlungs-Nr. 12124 aufbewahrt.

## Klassifikation
Die strukturelle Klassifikation der IMA zählt den Rhodostannit zur Spinell-Supergruppe, wo er zusammen mit Carrollit, Cuproiridsit, Cuprokalininit, Fletcherit, Florensovit, Malanit und Toyohait die „Carrollit-Untergruppe“ innerhalb der „Thiospinelle“ bildet (Stand 2019).
Die bekannten und zunächst nach chemischer Zusammensetzung ordnenden Mineralsystematiken sortieren den Rhodostannit in die Mineralklasse der „Sulfide und Sulfosalze“ ein.
In der veralteten 8. Auflage der Mineralsystematik nach Strunz gehörte der Rhodostannit dort zur Abteilung der „Sulfide mit [dem Stoffmengenverhältnis] M(etall) : S(chwefel) = 1 : 1“, wo er zusammen mit Cadmoselit, Greenockit, dem inzwischen diskreditierten Hexastannit und Wurtzit die „Wurtzit-Reihe“ mit der System-Nr. II/B.06 bildete.
Im Lapis-Mineralienverzeichnis nach Stefan Weiß, das sich aus Rücksicht auf private Sammler und institutionelle Sammlungen noch nach dieser alten Form der Systematik von Karl Hugo Strunz richtet, erhielt das Mineral die System- und Mineral-Nr. II/C.06-150. In der „Lapis-Systematik“ entspricht dies der Abteilung „Sulfide mit [dem Stoffmengenverhältnis] Metall : S,Se,Te ≈ 1 : 1“, wo Rhodostannit zusammen mit Barquillit, Briartit, Černýit, Famatinit, Ferrokësterit, Hocartit, Kësterit, Keutschit, Kuramit, Luzonit, Permingeatit, Petrukit, Pirquitasit, Sakuraiit, Stannit, Toyohait und Velikit die „Stannit-Gruppe“ (II/C.06) bildet (Stand 2018).
Die seit 2001 gültige und von der IMA zuletzt 2009 aktualisierte 9. Auflage der Strunz’schen Mineralsystematik ordnet den Rhodostannit dagegen in die Abteilung der „Metallsulfide mit M : S = 3 : 4 und 2 : 3“ ein. Diese ist weiter unterteilt nach dem genauen Stoffmengenverhältnis, so dass das Mineral entsprechend seiner Zusammensetzung in der Unterabteilung „M : S = 3 : 4“ zu finden ist, wo es zusammen mit Toyohait die „Rhodostannitgruppe“ mit der System-Nr. 2.DA.10 bildet.
Die von der Mineraldatenbank „Mindat.org“ weitergeführte Strunz-Klassifikation, die sich im Aufbau nach der 9. Auflage der Strunz’schen Mineralsystematik richtet, führt in der Gruppe 2.DA auch die nach 2009 neu beschriebenen Spinelle Ezochiit und Grimmit zusammen mit Ferrodimolybdänit (FeMo2S4), Zaykovit (Rh3Se4) und Zolenskyit (FeCr2S4) auf.
In der vorwiegend im englischen Sprachraum gebräuchlichen Systematik der Minerale nach Dana ist Rhodostannit zusammen mit Toyohait in der unbenannten Gruppe 02.10.03 innerhalb der Unterabteilung „Sulfide – einschließlich Seleniden und Telluriden – mit der Zusammensetzung AmBnXp, mit (m + n) : p = 3 : 4“ zu finden.

## Chemismus
In Endgliedzusammensetzung von Rhodostannit – Cu1+(Fe2+0,5Sn4+1,5)S4 – besteht das Mineral im Verhältnis aus zwei Teilen Kupfer (Cu), einem Teil Eisen (Fe), drei Teilen Zinn (Sn) und acht Teilen Schwefel (S). Zusammengenommen besteht also ein Stoffmengenverhältnis aller Metalle zum Schwefel von 6 : 8 oder auch 3 : 4. Dies entspricht einem Massenanteil (Gewichtsprozent) von 15,97 Gew.-% Cu, 7,02 Gew.-% Fe, 44,77 Gew.-% Sn und 32,24 Gew.-% S.
Die analysierten Mineralproben aus der Typlokalität Vila Apacheta in Bolivien hatten mit durchschnittlich 15,9 bis 16,0 Gew.-% Cu, 6,5 bis 6,8 Gew.-% Fe, 45,4 bis 45,5 Gew.-% Sn und 31,3 bis 32,8 Gew.-% S nur eine geringe Abweichung von der Idealzusammensetzung.
Mit Toyohait (Ag2FeSn3S8) als silberhaltigem Endglied bildet Rhodostannit eine Mischkristallreihe.

## Kristallstruktur
Rhodostannit kristallisiert mit tetragonaler Symmetrie der Raumgruppe I41/a (Raumgruppen-Nr. 88) mit den Gitterparametern a = 7,31 Å und c = 10,33 Å sowie 2 Formeleinheiten pro Elementarzelle.
Die Kristallstruktur von Rhodostannit entspricht der Spinellstruktur, wobei das Cu1+-Ion die T-Stelle einnimmt, während Fe2+ und Sn4+ zufällig über die äquivalenten M-Stellen verteilt sind.
| Kristallstruktur von Rhodostannit |
| - mit Blickrichtung parallel zur a-Achse - mit Blickrichtung parallel zur b-Achse - mit Blickrichtung parallel zur c-Achse - räumliche Darstellung in der kristallographischen Standardausrichtung - als Polyeder-Modell in der kristallographischen Standardausrichtung |
| Farbtabelle: _ Cu 0 _ Fe 0 _ Sn 0 _ S |

## Bildung und Fundorte
Rhodostannit bildet sich als Verwitterungsprodukt aus Stannit und kommt entsprechend mit diesem, aber auch mit Pyrit vergesellschaftet vor.
Weltweit sind bisher (Stand: 2012) nur etwas mehr als 10 Fundorte für Rhodostannit dokumentiert. Neben seiner Typlokalität Vila Apacheta in der Provinz Rafael Bustillo (Departamento Potosí) trat das Mineral in Bolivien noch in der „San José Mine“ bei Oruro, der „Huanuni Mine“ nahe der gleichnamigen Stadt und der „Santa Cruz Mine“ bei Poopó im Departamento Oruro auf.
Weitere Fundorte liegen unter anderem in der argentinischen Provinz Jujuy (Mina Pirquitas und Cusi Cusi), in der „Tongkeng-Changpo Mine“ im Kreis Nandan im Chinesisch Autonomen Gebiet Guangxi, auf den japanischen Inseln Hokkaidō (Toyoha Mine) und Shikoku (Besshi Mine) sowie in den US-Bundesstaaten Arizona (Campbell Mine, Bisbee) und Nevada (Dean Mine und Lucky Rocks Claim, Lander County).